# Danh sách tổ chức Liên Hợp Quốc theo vị trí
Trong khi Ban Thư ký của Liên Hợp Quốc có trụ sở tại thành phố New York, Hoa Kỳ, thì nhiều cơ quan, cơ quan chuyên môn, các tổ chức có liên quan có thể đặt tại các phần khác của thế giới, đặc biệt là ở châu Âu.

## Danh sách
| Nước              | Thành phố          | Cơ quan |
| ----------------- | ------------------ | --- |
| Châu Âu           |                    | |
| Áo                | Viên               | - Trụ sở Liên Hợp Quốc tại Viên - Tổ chức Hiệp ước Cấm thử Hạt nhân Toàn diện, CTBTO (Comprehensive Nuclear-Test-Ban Treaty Organization) - Cơ quan Năng lượng Nguyên tử Quốc tế, IAEA (International Atomic Energy Agency) - Văn phòng Liên Hợp Quốc về Hoạt động Vũ trụ, UNOOSA (United Nations Office for Outer Space Affairs) - Ủy ban Liên Hợp Quốc về Luật Thương mại quốc tế, UNCITRAL (United Nations Commission on International Trade Law) - Tổ chức Phát triển Công nghiệp Liên Hợp Quốc, UNIDO (United Nations Industrial Development Organization) - Văn phòng Liên Hợp Quốc về chống Ma túy và Tội phạm, UNODC (United Nations Office on Drugs and Crime) - Cục Bưu chính Liên Hợp Quốc, UNPA (United Nations Postal Administration) - Ủy ban Khoa học Liên Hợp Quốc về Tác động Bức xạ Nguyên tử, UNSCEAR (United Nations Scientific Committee on the Effects of Atomic Radiation) |
| Đan Mạch          | Copenhagen         | - Inter-Agency Procurement Services Office |
| Pháp              | Paris              | - Viện Quốc tế về Kế hoạch Giáo dục (International Institute for Educational Planning) - Tổ chức Giáo dục, Khoa học và Văn hóa Liên Hợp Quốc, UNESCO (United Nations Educational, Scientific and Cultural Organization) |
| Đức               | Bonn               | - Công ước Liên Hợp Quốc về chống sa mạc hóa, UNCCD (United Nations Convention to Combat Desertification) - Công ước khung Liên Hợp Quốc về Biến đổi Khí hậu, UNFCCC (United Nations Framework Convention on Climate Change) - Tình nguyện viên Liên Hợp Quốc, UNV (United Nations Volunteers) - UN-SPIDER (United Nations Platform for Space-based Information for Disaster Management and Emergency Response) - World Volunteer Web |
| Đức               | Hamburg            | - Tòa án Quốc tế về Luật Biển, ITLOS (International Tribunal for the Law of the Sea) |
| Ý                 | Roma               | - Tổ chức Lương thực và Nông nghiệp Liên Hợp Quốc, FAO (Food and Agriculture Organization of the United Nations) - Quỹ Quốc tế về Phát triển Nông nghiệp, IFAD (International Fund for Agricultural Development) (hoặc tiếng Pháp: FIDA, Fonds international de développement agricole) - Mạng hệ thống Liên Hợp Quốc về Phát triển nông thôn và An ninh lương thực (UN System Network on Rural Development and Food Security) - Chương trình Lương thực Thế giới, WFP (World Food Programme) |
| Ý                 | Trieste            | - Trung tâm Quốc tế Vật lý lý thuyết Abdus Salam (Abdus Salam International Centre for Theoretical Physics) - Trung tâm Quốc tế về Kỹ thuật Di truyền và Công nghệ Sinh học (International Centre for Genetic Engineering and Biotechnology) - Trung tâm Quốc tế về Khoa học và Công nghệ cao, ICSHT (International Centre for Science and High Technology) |
| Ý                 | Torino             | - Viện Nghiên cứu Tư pháp và Tội phạm liên vùng của Liên Hợp Quốc, UNICRI (United Nations Interregional Crime and Justice Research Institute) - Trung tâm tập huấn quốc tế của ILO (International Training Centre of the ILO) - Học viện Tham mưu Hệ thống Liên Hợp Quốc, UNSSC (United Nations System Staff College) |
| Malta             | Valletta           | - Viện Quốc tế về Người cao tuổi, (International Institute on Ageing) |
| Hà Lan            | Den Haag           | - Tòa án Công lý Quốc tế, ICJ (International Court of Justice) - Tòa án Hình sự Quốc tế về Nam Tư cũ, ICTY (International Criminal Tribunal for the Former Yugoslavia) - Tổ chức Cấm Vũ khí Hóa học, OPCW (Organisation for the Prohibition of Chemical Weapons), hoạt động trong quan hệ với Liên Hợp Quốc. |
| Na Uy             | Oslo               | - Cơ sở dữ liệu Nhà cung cấp thông thường Liên Hợp Quốc (United Nations Common Supplier Database) |
| Tây Ban Nha       | Madrid             | - Tổ chức Du lịch Thế giới, UNWTO (United Nations World Tourism Organization) |
| Thụy Điển         | Malmö              | - Đại học Hàng hải Thế giới, WMU (World Maritime University) |
| Thụy Sĩ           | Bern               | - Liên minh Bưu chính Quốc tế, UPU (Universal Postal Union) |
| Thụy Sĩ           | Genève             | - Trụ sở Liên Hợp Quốc tại Gevève - Ủy ban Kinh tế châu Âu Liên Hợp Quốc, ECE (United Nations Economic Commission for Europe) - Chương trình Toàn cầu về Toàn cầu hóa, Tự do hóa và Phát triển con người bền vững, (Global Programme on Globalization, Liberalization and Sustainable Human Development) - Ủy ban Cấp cao về Quản lý, (High Level Committee on Management) - Ủy ban Cấp cao về Chương trình, (High Level Committee on Programmes) - Văn phòng Quốc tế về Giáo dục, IBE-UNESCO (International Bureau of Education) - Trung tâm Điện toán Liên Hợp Quốc, ICC (International Computing Centre) - Tổ chức Lao động Quốc tế, ILO (International Labour Organization) - Chiến lược Quốc tế về Giảm nhẹ Thiên tai, IDNDR (International Strategy for Disaster Reduction) - Liên minh Viễn thông Quốc tế, ITU (International Telecommunication Union) - Trung tâm Thương mại Quốc tế, ITC (International Trade Centre) / tiếng Pháp: CCI (Centre du commerce international) - Cơ quan Điều tra chung, UNJIU (Joint Inspection Unit - Cơ quan giám sát của LHQ) - Joint Inter-Agency Meeting on Computer-Assisted Translation and Terminology - Chương trình Phối hợp Liên Hợp Quốc chống HIV/AIDS, UNAIDS (Joint United Nations Programme on HIV/AIDS) - Văn phòng Điều phối các vấn đề Nhân đạo, OCHA (Office for the Coordination of Humanitarian Affairs) - ReliefWeb - Ủy ban Bồi thường Liên Hợp Quốc, UNCC (United Nations Compensation Commission) - Hội nghị Liên Hợp Quốc về Thương mại và Phát triển, UNCTAD (United Nations Conference on Trade and Development) - Viện Nghiên cứu Giải trừ Quân bị Liên Hợp Quốc, UNIDIR (United Nations Institute for Disarmament Research) - Viện Nghiên cứu và Đào tạo Liên Hợp Quốc, UNITAR (United Nations Institute for Training and Research) - Dịch vụ Liên lạc phi chính phủ Liên Hợp Quốc, UN-NGLS (United Nations Non-Governmental Liaison Service) - Viện Nghiên cứu Phát triển xã hội Liên Hợp Quốc, UNRISD (United Nations Research Institute for Social Development) - Ủy ban Thường trực Liên Hợp Quốc về Dinh dưỡng, UN-SSCN (United Nations System Standing Committee on Nutrition) - Tổ chức Y tế Thế giới, WHO (World Health Organization) - Tổ chức Sở hữu Trí tuệ Thế giới, WIPO (World Intellectual Property Organization) - Tổ chức Khí tượng Thế giới, WMO (World Meteorological Organization) - Tổ chức Thương mại Thế giới, WTO (World Trade Organization) - Văn phòng Cao ủy Nhân quyền Liên Hợp Quốc, OHCHR (United Nations High Commissioner for Human Rights) - Cao ủy Liên Hợp Quốc về người tị nạn, UNHCR (United Nations High Commissioner for Refugees) - Ủy ban Pháp luật Quốc tế, ILC (International Law Commission) |
| Anh Quốc          | Luân Đôn           | - Tổ chức Hàng hải Quốc tế, IMO (International Maritime Organization) |
| Bắc Mỹ            |                    | |
| Canada            | Montréal           | - Tổ chức Hàng không Dân dụng Quốc tế, ICAO (International Civil Aviation Organization) - Ban Thư ký Công ước về Đa dạng sinh học, CBD (Convention on Biological Diversity) Secretariat |
| Cộng hòa Dominica | Santo Domingo      | - Viện Nghiên cứu Quốc tế và Đào tạo vì Tiến bộ của Phụ nữ, UN-INSTRAW (International Research and Training Institute for the Advancement of Women) |
| Jamaica           | Kingston           | - Cơ quan Đáy biển Quốc tế, ISA (International Seabed Authority) |
| Hoa Kỳ            | Thành phố New York | - Hội đồng Bảo an Liên Hợp Quốc (United Nations Security Council) - Cựu Ủy ban liên ngành về Phát triển bền vững, (Former Inter-Agency Committee on Sustainable Development) - Mạng liên cơ quan về Phụ nữ và Bình đẳng giới, (Inter-Agency Network on Women and Gender Equality) - Inter-Agency Working Group on Evaluation - Ủy ban Dịch vụ Dân sự Quốc tế, ICSC (International Civil Service Commission) - Panel của Kiểm toán viên ngoài của Liên Hợp Quốc các cơ quan chuyên môn và Cơ quan Năng lượng Nguyên tử Quốc tế, (Panel of External Auditors of the United Nations the Specialized Agencies and the International Atomic Energy Agency) - Ban Kiểm toán viên Liên Hợp Quốc, (United Nations Board of Auditors) - Quỹ Phát triển Nguồn vốn Liên Hợp Quốc, UNCDF (United Nations Capital Development Fund) - Quỹ Nhi đồng Liên Hợp Quốc, UNICEF (United Nations Children's Emergency Fund) - Tập đoàn Truyền thông Liên Hợp Quốc, (United Nations Communications Group) - United Nations CyberSchoolBus - Quỹ Phát triển Phụ nữ của Liên Hợp Quốc, UNIFEM (United Nations Development Fund for Women) - Nhóm Phát triển Liên Hợp Quốc, UNDG (United Nations Development Group) - Chương trình Phát triển Liên Hợp Quốc, UNDP (United Nations Development Programme) - Quỹ Hợp tác Quốc tế Liên Hợp Quốc, (United Nations Fund for International Partnerships) - United Nations Geographic Information Working Group - Nhóm công tác Công nghệ Thông tin và Truyền thông, (United Nations Information and Communication Technologies Task Force) - Trường Quốc tế Liên Hợp Quốc, (United Nations International School) - Quỹ hưu trí Nhân viên Liên kết Quốc tế, (United Nations Joint Staff Pension Fund) - Dịch vụ Hoạt động Bom mìn Liên Hợp Quốc, UNMAS (United Nations Mine Action Service) - Văn phòng Dịch vụ Dự án Liên Hợp Quốc, UNOPS (United Nations Office for Project Services) - Quỹ Dân số Liên Hợp Quốc, UNPFA (United Nations Population Fund) - Mạng Điều phối viên Lưu trú Liên Hợp Quốc, (United Nations Resident Coordinators Network) - Ban Điều hành chính Hệ thống Liên Hợp Quốc, (United Nations System Chief Executives Board for Coordination) - WomenWatch |
| Hoa Kỳ            | Washington, D.C.   | - Quỹ Tiền tệ Quốc tế, IMF (International Monetary Fund) - Atlas Đại dương Liên Hợp Quốc, (United Nations Atlas of the Oceans) - Nhóm Ngân hàng Thế giới (World Bank Group) - Ngân hàng Quốc tế Tái thiết và Phát triển, IBRD (International Bank for Reconstruction and Development) - Trung tâm Quốc tế Giải quyết Tranh chấp Đầu tư, ICSID (International Centre for Settlement of Investment Disputes) - Hiệp hội Phát triển Quốc tế, IDA (International Development Association) - Tổng công ty Tài chính Quốc tế, IFC (International Finance Corporation) - Cơ quan Bảo lãnh Đầu tư đa phương, MIGA (Multilateral Investment Guarantee Agency) |
| Nam Mỹ            |                    | |
| Chile             | Santiago           | - Ủy ban Kinh tế Mỹ Latinh và vùng Caribe Liên Hợp Quốc, ECLAC (United Nations Economic Commission for Latin America and the Caribbean) |
| Costa Rica        | Ciudad Colón       | - Đại học vì Hòa bình, UPEACE (University for Peace), thực thể liên kết. |
| Châu Phi          |                    | |
| Kenya             | Nairobi            | - Trụ sở Liên Hợp Quốc tại Nairobi - Chương trình Môi trường Liên Hợp Quốc, UNEP (United Nations Environment Programme) - Chương trình Nhân cư Liên Hợp Quốc, UN-Habitat (United Nations Human Settlements Programme) |
| Ethiopia          | Addis Ababa        | - Ủy ban Kinh tế châu Phi Liên Hợp Quốc, UNECA (United Nations Economic Commission for Africa) |
| Tanzania          | Arusha             | - Tòa án Hình sự Quốc tế Rwanda, ICTR (International Criminal Tribunal for Rwanda) |
| Trung Đông        |                    | |
| Jordan            | Amman              | - Tổ chức Cứu trợ và Cơ quan Công trình Liên Hợp Quốc cho Người tị nạn Palestine vùng Cận Đông, (United Nations Relief and Works Agency for Palestine Refugees in the Near East), cùng đặt ở Dải Gaza. |
| Liban             | Beirut             | - Ủy ban Kinh tế Xã hội Tây Á Liên Hợp Quốc, ESCWA (United Nations Economic and Social Commission for Western Asia) |
| Châu Á            |                    | |
| Nhật Bản          | Tokyo              | - Đại học Liên Hợp Quốc (United Nations University) |
| Thái Lan          | Băng Cốc           | - Ủy hội Kinh tế Xã hội châu Á Thái Bình Dương Liên Hợp Quốc, UNESCAP (Economic and Social Commission for Asia and the Pacific) |